# TYC 8998-760-1
TYC 8998-760-1とは、はえ座の方向に約310光年離れた位置に存在する恒星である。

## 概要
質量は太陽の1.00±0.02倍で、年齢は1700万年前後と推定されている若い恒星である。スペクトル分類はG2Vで太陽系に近い太陽に似た恒星として知られているが、TYC 8998-760-1の年齢が1700万年と推定されているのに対し太陽の年齢が45億年のため、250倍もの年齢差がある。なお、スペクトル分類がG2Vの恒星の寿命は100億年ほどである。

## 惑星系
TYC 8998-760-1には、2つの巨大な太陽系外惑星が発見されている。ヨーロッパ南天天文台（ESO）、超大型望遠鏡VLTによってその2つの惑星の画像が直接撮影された。現在太陽系外惑星は4000個以上が発見されているものの、直接観測法で発見された惑星は少ない。その中でも、複数の惑星が捉えられたことは珍しいことである。
TYC 8998-760-1 bの質量は木星の14倍で、半径は木星の3倍である。主星から162 AU (2.42×1010 km; 1.51×1010 mi)離れた位置を公転しているが、これは太陽と海王星の距離の5倍以上に相当する。
TYC 8998-760-1 cの質量は木星の6倍である。主星から320 AU (4.8×1010 km; 3.0×1010 mi)離れた位置を公転しているが、これは太陽と海王星の距離の11倍を超える長さに相当する。
| 名称 （恒星に近い順） | 質量    | 軌道長半径 （天文単位） | 公転周期 (日) | 軌道離心率 | 軌道傾斜角 | 半径            |
| --------------------- | ------- | ----------------------- | ------------- | ---------- | ---------- | --------------- |
| b                     | 14±3 MJ | 162                     | —             | —          | —          | 3.0+0.2 −0.7 RJ |
| c                     | 6±1 MJ  | 320                     | —             | —          | —          | 1.1+0.6 −0.3 RJ |